# Peter Vincent
Peter Vincent é um personagem fictício da série de cinema Fright Night que foi protagonizado pelos atores Roddy McDowall e David Tennant nos filmes de 1985, 1988 e 2011.

## Biografia

### Filmes de 1985 e 1988 (Roddy McDowall)

#### 1985
Peter Vincent é inglês de origem, mas radicado nos EUA onde trabalha há muito tempo como ator em vários filmes de terror dentre os quais Sanguessugas do além (Bloodsuckers from beyond) e apresenta o programa de TV, também do gênero terror, Fright Night. Esse não é o seu nome verdadeiro, como o próprio Vincent chega a admitir a Charley Brewster, mas, sim, um nome artístico, uma homenagem aos atores de terror Peter Cushing e Vincent Price. Aliás, em momento algum Peter revela seu nome verdadeiro. Apesar de ter acumulado vários fãs de filme terror ao longo dos anos em que Fright Night foi televisionado, a audiência do programa caiu tanto que Peter foi demitido pela emissora. Quando está saindo do estúdio, é interceptado por Charley Brewster que pede sua ajuda para destruir o vampiro Jerry Dandridge. Julgando Charley um louco, Vincent recusa. Mais tarde, é procurado em seu apartamento pela namorada de Charley, Amy Peterson e seu amigo "Evil" Ed Thompson que pedem que os ajudem em uma encenação para convencer Charley que Dandridge não é um vampiro. A princípio, Vincent também recusa, mas preesionado por problemas financeiros, aceita uma oferta em dinheiro feita por Amy. Na noite seguinte, todos se encontram em frente da casa de Dandridge e, lá, Vincent faz a "prova da água benta" (que na verdade é água comum) para mostrar a Charley que Jerry Dandridge não é um vampiro. Porém, ao ir embora, percebe que Dandridge não tem reflexo no espelho e corre para seu apartamento. Um pouco mais tarde, "Evil" Ed aparece e pede para entrar. Vincent leva Ed para dentro quando então descobre que este se tornou um vampiro. Ed tentar matá-lo, mas Vincent consegue afastá-lo com uma cruz que deixa uma marca na testa do jovem. Depois, Charley aparece e pede a Vincent para ajudar a salvar Amy, que foi raptada por Dandridge. Com muito medo, Peter recusa. Porém, reconsidera, e encontra Charley em frente da casa do vampiro e entram para salvar Amy e destruir o monstro. A princípio, age com muita covardia, mas aos poucos vai ganhando coragem, destrói "Evil" Ed, que tenta novamente matá-lo, com uma estaca no coração e, junto com Charley, destrói Dandridge e salva a garota. Após a aventura, Peter consegue reaver seu emprego na emissora de TV. 

#### 1988
Três anos depois, Peter continua trabalhando na TV, mas, ao seguir seus próprios textos ao invés do script do programa, enfurece o produtor. Após um sessão de gravação, Charley - que havia feito três anos de terapia com um psicólogo - aparece para uma visita com sua nova namorada, a universitária Alex Young. Vão todos ao apartamento de Peter onde passam um tempo agradável. Após a visita, novos moradores se mudam para o edifício: uma artista performática e seus funcionários. Mais tarde, Charley aparece e diz a Peter que os novos moradores são vampiros. Vincent fica cético, mas concorda em acompanhar Charley na festa que ocorre no andar de cima para investigar. Lá, presenciam uma apresentação da artista, que se chama Regine. Tranquilizados, preparam-se para sair, mas Vincent desconfia, pega seu espelho e descobre que Regine é uma vampira ao não ver seu reflexo. Peter corre, mas é interceptado por Regine que revela que Jerry Dandridge - um vampiro de mais de 1000 anos - é seu irmão e que vai se vingar do ator e seu jovem amigo. Peter vai até a universidade para avisar Charley, mas este não acredita julgando ser tudo uma ilusão de ótica. Peter então vai ao estúdio para tentar fazer um anúncio na TV, mas é despedido pelo produtor que contratou Regine em seu lugar para apresentar o programa Fright Night. Desconsolado, Peter vai a um bar para beber, vê o seu antigo programa apresentado por Regine e decide destruir a vampira. Volta ao estúdio, mas a tentativa falha, é preso e logo em seguida é enviado ao hospício. Alex, que havia visto a tentativa de Peter  destruir Regine pela TV, vai ao hospício e se faz passar pela médica de Vincent para libertá-lo. Porém, o truque é descoberto pela enfermeira de plantão, mas ambos são salvos por um dos loucos internos que é fã de Peter Vincent. Peter e Alex retornam ao edifício para salvar Charley, que foi raptado por Regine que pretende transformar o rapaz em vampiro para torturá-lo eternamente. No caminho, param em uma igreja para obterem objetos sagrados para a luta. Ao chegarem, conseguem salvar Charley e destruir Regine e os outros vampiros. 

### Filme de 2011 (David Tennant)
Peter Vincent é um inglês radicado nos EUA onde trabalha como mágico ilusionista em Las Vegas juntamente com sua assistente e namorada, Ginger. Vincent se gaba de saber tudo a respeito do sobrenatural, especialmente sobre vampiros. Um dia, um jovem chamado Charley Brewster aparece e pede a Peter ajuda para destruir seu vizinho, Jerry Dandridge, que na verdade é um vampiro.  

## Diferença entre os filmes
- Nos primeiros filmes, Peter Vincent é um veterano ator de fimes de terror, enquanto na nova versão é um mágico ilusionista.
- Na nova versão, Peter Vincent tem uma namorada, enquanto que nos outros filmes é um homem solitário.